# Jasna Đuričić
Jasna Đuričić (Ruma, 16. travnja 1966.) srpska je glumica, najpoznatija po glavnoj ulozi u bosanskohercegovačkom filmu „Quo Vadis, Aida?”, koji je bio nominiran za Oscara za najbolji strani međunarodni film, a za koji je nagrađena Europskom filmskom nagradom za najbolju glumicu. U Srbiji je prije svega poznata po svom radu u kazalištu.
Rođena je u Rumi. Diplomirala je na Akademiji umjetnosti Sveučilišta u Novom Sadu 1989. godine, gdje je studirala kod srpskog glumca Branka Pleše, gdje je kasnije i sama postala profesorica glume. Bila je stalni član Srpskog narodnog pozorišta u Novom Sadu od 1990. do 2005. godine.
Godine 2014. dobila je Dobričin prsten, nagradu za životno djelo koja se dodjeljuje istaknutim srpskim glumcima.
Na 34. dodjeli Europskih filmskih nagrada nagrađena je nagradom za najbolju glumicu za ulogu u bosanskohercegovačkom ratnom filmu „Quo Vadis, Aida?” redateljice Jasmile Žbanić.
Živi u Novom Sadu sa suprugom Borisom Isakovićem, kolegom glumcem.